# Narzis Popow
Narzis Popow (bulgarisch Нарцис Попов, englisch Nartsis Popov; * 3. September 1952) ist ein ehemaliger bulgarischer Sprinter, der sich auf die 400-Meter-Distanz spezialisiert hat. Seinen größten sportlichen Erfolg feierte er mit dem Gewinn der Bronzemedaille in der 4-mal-320-Meter-Staffel bei den Halleneuropameisterschaften 1975 in Katowice.

## Sportliche Laufbahn
Erste internationale Erfahrungen sammelte Narzis Popow vermutlich im Jahr 1975, als er bei den Halleneuropameisterschaften in Katowice mit der polnischen 4-mal-320-Meter-Staffel in 2:32,1 min gemeinsam mit Krassimir Gutew, Jordan Jordanow und Janko Bratanow die Bronzemedaille hinter den Teams aus Polen und der Bundesrepublik Deutschland gewann. Im Sommer gewann er bei den Balkanspielen in Bukarest mit der 4-mal-400-Meter-Staffel in 3:09,2 min die Silbermedaille hinter dem jugoslawischen Team, wie auch bei den Balkanspielen im Jahr darauf in Celje in 3:07,29 min. 1977 gewann er bei den Balkanspielen in Ankara in 47,12 s die Bronzemedaille über 400 Meter hinter dem Jugoslawen Josip Alebić und Stavros Tziortzis aus Griechenland und sicherte sich mit der Staffel in 3:08,80 min die Silbermedaille hinter Jugoslawien. Im Jahr darauf schied er bei den Halleneuropameisterschaften in Mailand mit 48,19 s in der Vorrunde über 400 Meter aus und 1979 und 1980 gewann er mit der Staffel jeweils die Silbermedaille bei den Balkanspielen.
In den Jahren 1973 und von 1976 bis 1980 wurde Popow bulgarischer Meister im 400-Meter-Lauf.